# Gylden kantarel
Gylden Kantarel (Craterellus Lutescens) er en svamp i kantarel-familien i Europa, som ikke findes særlig meget i Danmark.

## Forvekslinger
Svampen kan hovedsagligt blive forvekslet med den anden spiselig kantarel, Tragtkantarel. De kan dog skelnes ved at den gulige farve hos Gylden Kantarel går hele vejen op under hatten og desuden forbliver gulige selv efter plukning, hvor stokken hos Tragtkantarel oftes bliver mere grålige efter plukning. Et andet kendetegn er at riberne ved Gylden Kantarel er små og overfladiske, så er de ved Tragtkantarel mere udpræget.